# Lago Presidente Roosevelt
El lago Presidente Roosevelt es un cuerpo de agua superficial ubicado en la Región de Aysén que descarga sus aguas a través de un emisario en el río Picacho y para luego ser descargadas por este en la ribera sur del río Cisnes, a 5 km de su desembocadura.: 524 

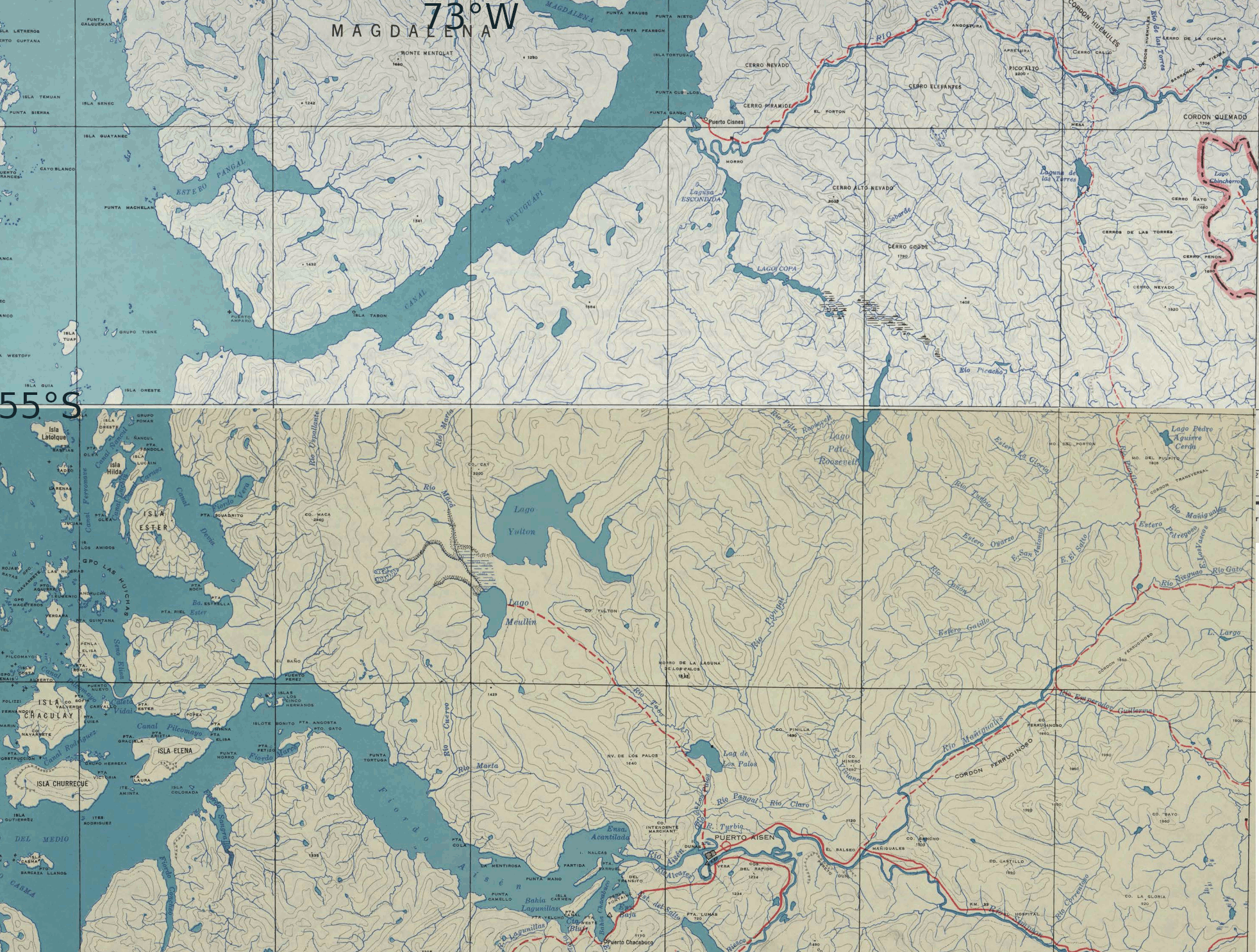
Interfluvio inferior entre el río Cisnes y el río Aysén.

El lago Presidente Roosevelt es de una forma alargada sobre un eje de sur a norte de unos 11 km.